# Мори, Тосия
Тосия Мори (англ. Toshia Mori, урождённая Тосия Итиока, 1 января 1912 — 26 ноября 1995) — американская актриса. В 1930-х годах сделала короткую карьеру в Голливуде.

## Биография
Тосия Мори родилась 1 января 1912 года в японском городе Киото. В возрасте десяти лет вместе с сестрами и отцом, потомственным врачом, переехала в Соединённые Штаты Америки.
Дебютировала в кино в возрасте пятнадцати лет, снявшись в небольшой роли в драме 1927 года «Мистер Ву». Несколько лет Тосия снималась на эпизодических ролях, затем в 1932 году попала в список WAMPAS Baby Stars, куда ежегодно избирались подающие надежды молодые актрисы, и стала таким образом единственной актрисой азиатского происхождения, которая была удостоена этого звания.
Далее карьера Тосии пережила кратковременный расцвет. На актрису обратил внимание режиссёр Фрэнк Капра, и, подписав контракт с Columbia Pictures, Тосия снялась в его картине «Горький чай генерала Йена». Её имя было указано в титрах третьим по счету — после Барбары Стэнвик и Нильса Астера. Но, несмотря на именитого режиссёра, этот фильм провалился в прокате, и Тосия вернулась на эпизодические роли. Её последним фильмом стала картина 1937 года «Чарли Чан на Бродвее», после чего актриса ушла из кино. Тосия Мори скончалась в Бронксе 26 ноября 1995 года.